# Eduardo Salvio
Eduardo Antonio "Toto" Salvio, né le 13 juillet 1990 à Avellaneda, est un footballeur international argentin évoluant actuellement au poste d'ailier droit au CA Lanús.

## Biographie

### Carrière en clubs
Il inscrit son premier doublé en Ligue Europa (Atletico 3-1 Besiktas) le 8 mars 2012.
Fin juillet 2012, il signe en faveur du Benfica Lisbonne un contrat de cinq saisons.
Salvio dispute de nombreux match avec le Benfica, dispute de nombreuses finales et gagne de nombreux trophées.
Salvio dispute la finale de la Ligue Europa en 2013 face à Chelsea avec le Benfica, mais perd la finale.
En revanche il ne jouera pas la finale de la Ligue Europa 2014 également perdu face aux Séville FC aux tirs au but. 
En 2016 il atteint les quarts de finale de la Ligue des champions, toujours avec le club lisboète (s'incline face aux Bayern Munich).
Le 18 juillet 2019, après une longue carrière en Europe, Eduardo Salvio s'engage avec Boca Juniors pour un contrat de trois saisons. 

### Carrière en sélection
En janvier 2009, Eduardo Salvio est sélectionné pour rejoindre l'équipe argentine des moins de 20 ans en vue du Championnat sud-américain de la jeunesse 2009 au Venezuela. L'équipe nationale a sous-performé dans le championnat, ne parvenant pas à se qualifier pour la Coupe du Monde U-20 de la FIFA cette année-là, ne pouvant ainsi pas défendre son titre de 2007.
Le 20 mai 2009, à l'âge de 18 ans, Salvio fait ses débuts internationaux lors d'un match amical contre le Panama. L'Equipe argentine, composée de joueurs basés dans la Primera División argentine, l'emporte 3-1. Salvio participe également au match contre le Chili lors des qualifications pour la Coupe du monde 2014.
En mai 2018, Salvio est nommé parmi les 23 joueurs sélectionnés par l'Argentine pour la Coupe du Monde de la Coupe du monde 2018 en Russie. Il a joué dans les deux premiers matches de l'équipe au poste d'arrière droit.

## Palmarès
- Atlético de Madrid
  - Ligue Europa : 2010, 2012
- Benfica Lisbonne
  - Championnat du Portugal en 2014, 2015, 2016 et 2017 et 2019
  - Coupe du Portugal en 2014, 2015 et 2017.
  - Coupe de la Ligue portugaise en 2014, 2015 et 2016
  - Supercoupe du Portugal en 2014, 2016 et 2017